# Cena Andrease Gryphia
Cena Andrease Gryphia (německy Andreas-Gryphius-Preis) byla literární cena pro německy píšící autory, která byla udělována od roku 1957 v Düsseldorfu. Cena byla udělována autorům a překladatelům, jejichž publikace reflektovaly kulturu a historii střední, východní a jihovýchodní Evropy a které přispěly k lepšímu porozumění mezi Němci a jejich východními sousedy.
Byla pojmenována po významném německém barokním básníkovi Andreasu Gryphiovi (1616-1664, Hlohov, Slezsko). Od roku 1990 převzal cenu spolek Künstlergilde Esslingen a udělování probíhalo v Gryphiově rodném městě Hlohov, (polsky Głogów, německy Glogau), dnes na území Polska. V roce 2000 byla kvůli úsporným finančním opatřením Spolkového ministerstva vnitra a Spolkového ministerstva kultury a médií ukončena finanční podpora pro Künstlergilde Esslingen a cena přestala být udělována.
Cena byla dotována částkou 25 000 DM. Současně byla udělována mimořádná cena 7 000 DM, která mohla být udělena i jako stipendium.

## Laureáti (Přehled)
- 2014 Therese Chromik, Leonie Ossowski
- 2013 Hans Bergel
- 2012 Monika Taubitz
- 2011 Michael Zeller
- 2010 Renata Schumann
- 2009 Arno Surminski
- 1999 Stefan Chwin za celoživotní dílo, zvlášť za román Hanemann (německy pod názvem Tod in Danzig, česky: Hanemann, překlad Peter Vidlak, Brno, HOST, 2005, ISBN 80-7294-159-3)
- 1998 Milo Dor
- 1997 Karl Dedecius – Hlavní cena
- 1996
  - Jiří Gruša
  - Olly Komenda-Soentgerath – Čestná cena
- 1995 Andrzej Szczypiorski – Hlavní cena
- 1994 Hans-Jürgen Heise
- 1993 Dagmar Nick
- 1992
  - Janosch (Horst Eckert) – Hlavní cena
  - Paweł Huelle – Stipendium
- 1991
  - Ota Filip
  - Helga Schütz – Čestná cena
  - Franz Hodjak – Čestná cena
- 1990
  - Peter Härtling – Hlavní cena
  - Christian Saalberg – Čestná cena
- 1989 Ilse Tielsch – Hlavní cena za celoživotní dílo
- 1989 Michael Wieck – Čestná cena za knihu Zeugnis vom Untergang Königsbergs (Svědectví o zániku Královce)
- 1988 Martin Gregor-Dellin
- 1987 Otfried Preußler za celoživotní dílo
- 1986 Hans Werner Richter
- 1985 Ernst G. Bleisch (Filosof Günther Anders cenu z politických důvodů odmítl.)
- 1984 Hans Sahl
- 1983 Horst Bienek
- 1983 Ulla Berkéwicz – Stipendium
- 1982 Franz Tumler
- 1981 Ernst Vasovec
- 1980 Saul Friedländer
- 1979 Siegfried Lenz – Hlavní cena
- 1978 Arno Surminski
- 1978 Hanns Gottschalk
- 1977
  - Reiner Kunze – Hlavní cena
  - Rose Ausländerová
  - Rudolf Langer
- 1976
  - Karin Struck
  - Tamara Ehlert
- 1975 Frank Thiess
- 1974 Peter Huchel
- 1973 Hans-Jürgen Heise – Čestná cena
- 1972
  - Walter Kempowski – Čestná cena
  - Ilse Tielsch – Čestná cena
  - Gertrud Fussenegger
- 1971 Wolfgang Koeppen – Hlavní cena
- 1970
  - Dagmar Nick - Čestná cena
  - Barbara König – Čestná cena
- 1969
  - Manfred Bieler
  - Oskar Pastior – Stipendium
- 1968 Rudolf Pannwitz
- 1967 Arnold Ulitz
- 1967 Horst Bienek – Čestná cena
- 1966 Johannes Urzidil – Hlavní cena
- 1965 Josef Mühlberger
- 1965 Peter Jokostra
- 1962 Karl Dedecius – Stipendium
- 1959 August Scholtis – Hlavní cena
- 1957 Heinz Piontek – Hlavní cena